# Обухов, Фёдор Михайлович
Фёдор Михайлович Обухов (23 октября 1923, Краюхи, Вятская губерния — 7 октября 2002, Кизел, Пермский край) — воздушный стрелок 74-го гвардейского штурмового авиационного полка, гвардии старший сержант.

## Биография
Родился 23 октября 1923 года в деревне Краюхи (ныне — Кирово-Чепецкого района Кировской области). Окончил 10 классов в школе села Каринка.
В июне 1941 года был призван в Красную Армию. Окончил школу авиаспециалистов Уральского военного округа. В боях Великой Отечественной войны с декабря 1942 года. Боевое крещение получил под Сталинградом. Весь боевой путь до Кёнигсберга прошёл в составе 504-го штурмового авиационного полка. Летал воздушным стрелком на самолёте-штурмовике Ил-2.
В период вылетов на штурмовку войск противника 24 — 26 июня 1944 года в районах городов Орша, Борисов, Минск, Гродно гвардии старший сержант Обухов отбил 5 атак вражеских истребителей, обеспечивая успешное выполнение боевых заданий.
Приказом от 20 августа 1944 года гвардии старший сержант Обухов Фёдор Михайлович награждён орденом Славы 3-й степени.
26 августа 1944 года экипаж, в котором воздушным стрелком был Обухов, в составе группы штурмовиков участвовал в уничтожении 3 железнодорожных эшелонов с боеприпасами и военной техникой противника на станции Пиллюпёнен, отразил при этом 2 атаки вражеских истребителей. 20 октября в районе города Гумбиннен экипаж бомбовым ударом разметал несколько автомашин и 3 орудия, поразил свыше 20 противников. Воздушный стрелок вновь отразил 2 атаки вражеских истребителей.
Приказом от 5 ноября 1944 года гвардии старший сержант Обухов Фёдор Михайлович награждён орденом Славы 2-й степени.
17 января 1945 года близ посёлка Мальвишкен в ходе налёта на огневые позиции врага гвардии старший сержант Обухов обнаружил скопление его танков и автомашин, после чего участвовал в нанесении группового бомбоштурмового удара по противнику. 15 февраля в районе города Хайлигенбайль уничтожил вместе с экипажем 7 зенитных точек и отбил атаки вражеского истребителя. Был представлен к награждению орденом Славы 1-й степени.
В одном из последних боевых вылетов во время решающего штурма Кёнигсбрега был тяжело ранен. День победы встретил в госпитале. В полк вернулся только в августе 1945 года. Всего за годы войны совершил более 200 боевых вылетов, участвовал в 30 воздушных боях.
Указом Президиума Верховного Совета СССР от 19 апреля 1945 года за исключительное мужество, отвагу и бесстрашие в боях с вражескими захватчиками гвардии старший сержант Обухов Фёдор Михайлович награждён орденом Славы 1-й степени. Стал полным кавалером ордена Славы.
В 1946 году был демобилизован. Вернулся в родные места, работал учителем. Член ВКП/КПСС с 1947 года. Был на партийной работе в селе Вожгалы Куменского района Кировской области. С 1957 года жил в городе Кизел Пермской области. Работал крепильщиком на шахте комбината «Кизелуголь».
Скончался 7 октября 2002 года.

## Награды
- орден Красной Звезды (22.12.1943)[1],
- орден Славы 1-й (19.4.1945)[2], 2-й (5.11.1944)[3] и 3-й (20.8.1944)[4] степеней,
- орден Отечественной войны 1-й (6.4.1985)[5] и 2-й (7.2.1945)[6] степеней,
- медали.

## Память
На родине, в селе Каринка на здании школы, установлена мемориальная доска.